# Jack Swagger
Donald Jacob "Jake" Hager Jr.(sinh ngày 24 tháng 3 năm 1982), có chiều cao 1,96m là 1 đô vật chuyên nghiệp người Mỹ, từng là đô vật nghiệp dư, được ký kết với WWE nơi mà anh ấy hoạt động dưới bí danh trong nghề (ring name) là Jack Swagger.
Hager từng tham dự Đại học Oklahoma như vận động viên của 2 môn thể thao, tham gia bóng bầu dục và vật. Anh ấy chuyển sang vật toàn thời gian trong năm thứ 2, và trong năm 2006, thiết lập kỉ lục cho việc "đếm đè"("pin") trong 1 mùa giải với 30 lần như 1 người Mỹ chân chính(All American). Sau 1 bài kiểm tra năng lực, Hager ký một bản hợp đồng với WWE vảo giữa năm 2006. Từ khi tham gia WWE, Hager 2 lần giữ đai vô địch, 1 lần là đai vô địch hạng nặng(World Heavyweight Championship) và 1 lần là đai vô địch ECW(ECW Championship), và 1 lần giữ đai vô địch nước Mỹ(United States Champion).

## Cuộc sống thuở nhỏ
Hager bắt đầu học vật từ lúc 5 tuổi. Anh ấy tập vật trong trường phổ thông với cháu của Danny Hodge và duy trì một mối quan hệ tốt với Hodge vì anh ấy lớn lên và sống cách Hodge 2 dãy nhà tại Perry, Oklahoma. 

Hager là 1 vận động viên của 2 môn thể thao(two-sport athlete) tại trường trung học, thi đấu trong 2 môn là vật và bóng bầu dục. Hager cũng là lớp trưởng trong năm lớp 10 và 11 thời trung học. Hager được xếp thứ 5 trong hạng cân 215 pound bởi Hiệp hội Vật Mỹ trong năm 1999. Hager chiến thắng ở hạng cân 215 pound trong giải vô địch Vật trong năm lớp 11 sau khi là người về nhì vào năm lớp 10. Sau đó, Hager tham gia đội tuyển Vật quốc gia lứa tuổi thanh thiếu niên(the Junior National USA wrestling team) ở hạng cân nặng trong suốt mùa hè năm 2000. Trong năm lớp 11 của anh ấy, trong khi chơi bóng bầu dục, anh lập kỉ lục 45 cú cản phá(tackle) và 6 lần hạ gục quarterback trong 3 trận đấu trước khi bị chấn thương ở đầu gối. Anh ấy lập kỉ lục 75 cú cản phá và 3 cú bắt bóng sau khi hồi phục trong năm cuối thời trung học, giúp Perry chiến thắng chung cuộc 10-3

Trường Đại học Oklahoma tuyển Hager như 1 vận động viên 2 môn thể thao(a two-sport athlete) trong bóng bầu dục và Vật. Hager là vận động viên dự bị(second-string) phòng thủ cản phá(defensive tackle) phía sau vận đông viên bóng bầu dục Quốc gia xuất hiện sau cùng là Tommie Harris và Dusty Dvoracek. Hager dừng chơi bóng và tập trung hoàn toàn vào Vật vào năm đầu Đại học. Trong suốt năm 3 Đại học, Hager được giới thiệu với Jim Ross, Jim Ross là người đứng đầu của phòng Quan hệ tài năng của WWE(World Wrestling Entertainment) trong thời gian này bởi Dusty Dvoracek, một người bạn thân và cũng là bạn cùng ký túc xá Đại học. Ross khuyến khích Hager liên lạc với ông sau khi tốt nghiệp để hiểu về nghề đô vật chuyên nghiệp. Tại giải vô địch dành cho các vận động viên Đại học quốc gia(NCAA Division I championships) năm 2005, Hager để thua Matt Feast của Đại học Pennsylvania trong vòng 2, và không được xếp hạng. Khi học năm cuối vào năm 2006, Hager kết thúc với vị trí thứ 7 trong giải vô địch dành cho các vận động viên Đại học quốc gia và cũng chiến thắng nhà vô địch quốc gia tương lai, Dustin Fox từ Northwestern University. Hager được gọi là Người Mĩ chân chính(All-American) vào cuối mùa giải khi lập được kỉ lục Oklahoma về số lượng đếm đè(pin) nhiều nhất với 30 lần trong 1 mùa giải..
Trong năm 2006, Hager tốt nghiệp Đại học Oklahoma với bằng Đại học về tài chính(finance). Sau khi tốt nghiệp, Hager dự đinh làm việc cho một công ty tại Dallas, Texas, nhưng ký với WWE khi công ty này đưa ra hợp đồng vào ngay ngày anh được xếp lịch để bắt đầu làm.

## Sự nghiệp Đô vật chuyên nghiệp

### World Wrestling Entertainment/WWE

#### Deep South Wrestling (2006–2007)
Vào năm 2006, Hager có một bài kiểm tra tiềm năng tại Deep South Wrestling (DSW), và trong tháng 11 năm 2006, dưới tên thật của mình, Hager thực hiện một màn ra mắt cho DSW, chiến thắng Antonio Mestre trong 1 trận đấu thử nghiệm(dark match)

#### Ohio Valley Wrestling (2007)
Hager thi đấu chính trong những trận thi đấu thử nghiệm(dark match) trước khi chuyển tới Ohio Valley Wrestling (OVW), trong tháng 1 năm 2007. Anh ấy thi đấu mở màn cho công ty bằng chiến thắng Atlas DaBone, và trong những tháng tiếp theo bắt đầu mâu thuẫn kéo dài với K.C. James. Hager bắt đầu phối hợp với nhiều đối thủ để gây mâu thuẫn với James và đồng đội của James là Cassidy Jame. Trong suốt thời gian trong đội học hỏi(developmental territories), Hager xuất hiện như 1 bảo vệ an ninh trong suốt cuộc ẩu đả giữaJohn Cena và Umaga trên Raw.

#### Florida Championship Wrestling (2007–2008)
Trong tháng 8 năm 2007, Hager được chuyển về Florida Championship Wrestling (FCW), nơi mà anh ấy bắt đầu mâu thuẫn kéo dài với TJ Wilson. Vào ngày 15 tháng 2 năm 2008, tại Florida State Fair ở Tampa, Florida, Hager và Ted DiBiase Jr. là 2 người cuối cùng còn lại trên võ đài trong 1 trận Battle Royal 23 người để quyết định cho 2 ứng cử viên cho đai vô địch hạng nặng Florida FCW(FCW Florida Heavyweight Championship). Sau đó, Hager đánh bại DiBiase để trở thành nhà vô địch. Vào ngày 22 tháng 3 năm 2008, Hager thi đấu với nhà vô địch hạng nặng Southern FCW Heath Miller tại New Port Richey, Florida để quyết định nhà vô địch hạng nặng thật sự. Cả hai nhà vô địch đều đi đến giới hạn, và Hager đánh bại Miller để trở thành nhà vô địch hạng nặng một cách không còn tranh cãi tại FCW. Hager sau đó bảo vệ đai vô địch trước Miller, TJ Wilson, James Curtis, and Gabe Tuft.

Trong suốt thời gian này, Hager là 1 hình tượng phản diện bất bại tại FCW. Trận thua đầu tiên đến trong một trận đấu thử nghiệm(dark match) tại Raw, tại chương trình được thu hình vào ngày 18 tháng 8 năm 2008, khi mà Hager thua William Regal. Hager cũng thua D'Lo Brown trong trận đấu thử nghiệm(dark match), truosc khi đánh bại Jamie Noble trong một trận đấu thử nghiệm(dark match) trước 1 chương trình thu hình SmackDown vào ngày 29 tháng 8. Hager sau đó để mất đai vô địch hạng nặng Florida FCW vào tay Sheamus O'Shaunessy vào ngày 18 tháng 9, sau khi thi đấu mở màn cho chương trinh ECW..

#### ECW Champion (2008–2009)

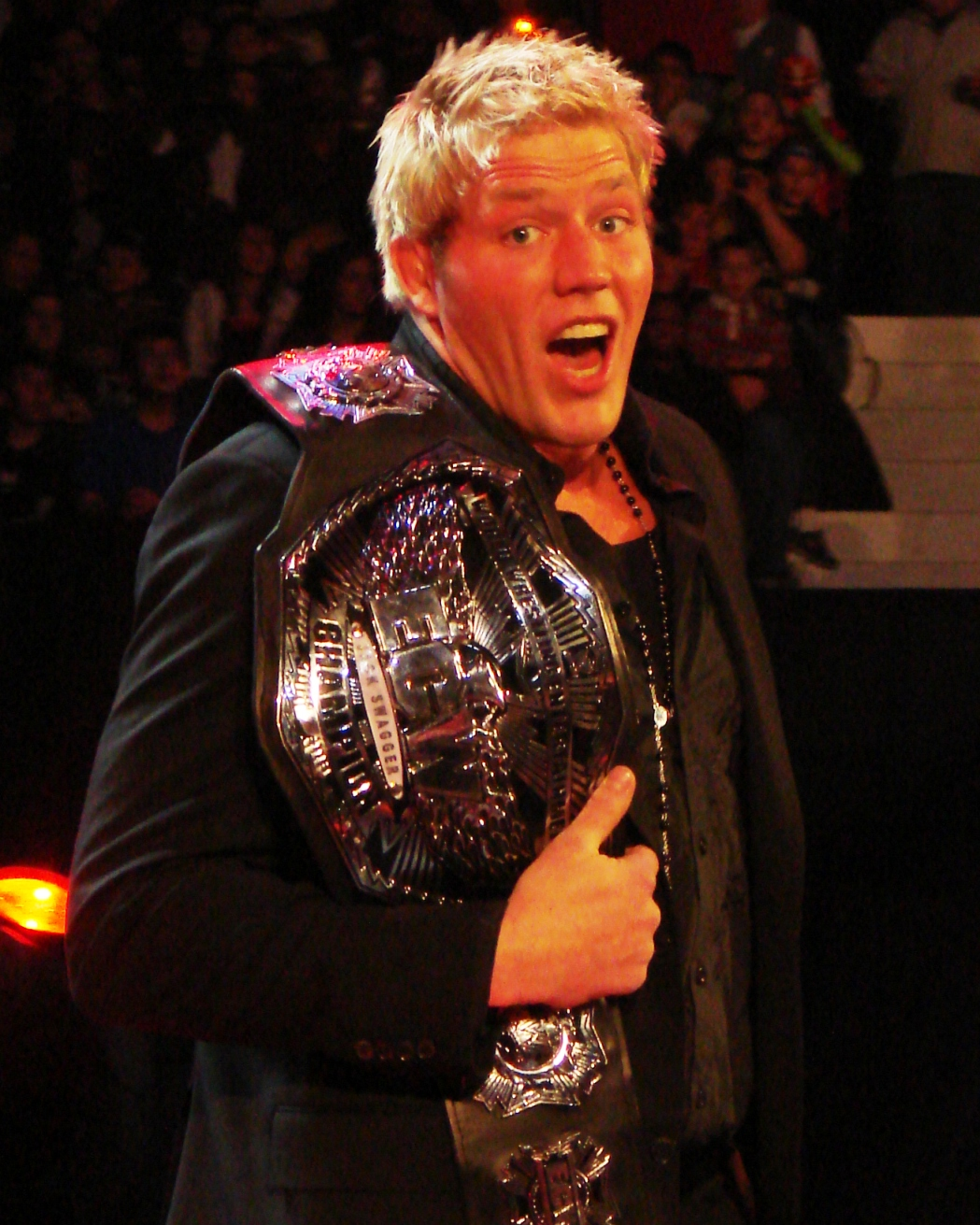
Swagger như nhà vô địch ECW

Vào ngày 9 tháng 9 năm 2008, Hager đấu mở màn cho công ty ECW dưới bí danh Jack Swagger, chiến thắng trong trận đấu với 1 đối thủ địa phương. Hager ngay lập tức tạo 1 hình ảnh phản diện(heel) bằng việc bắt đầu mâu thuẫn kéo dài với Tommy Dreamer. Hager tấn công Dreamer vào ngày 23 tháng 9 trong 1 phần của show ECW, khi Dreamer nỗ lực dừng Swagger từ việc tấn công Chase Stevens. Hager sau đó chiến thắng Dreamer trong 1 trận đấu vật thông thường và 1cuộc thi "thử thách vật nghiệp dư". Sau nhiều tuần mâu thuẫn, tranh chấp của họ kết thúc vào tháng 11 trong 1 trận đấu tại sự kiện Extreme Rules, chiến thắng này giúp Swagger mở rộng thêm chuỗi bất bại tại ECW.
Hager sau đó tìm kiếm một thử thách với Matt Hardy cho đai vô địch ECW và trở thành ứng cử viên số 1 cho việc thách thức đai vô địch vào ngày 30 tháng 12 trong 1 phần của show ECW.Trong năm 2009, vào ngày 13 tháng một trong 1 phần của show ECW, Hager đánh bại Hardy để dành danh hiệu đầu tiên tại WWE, đai vô địch ECW. Chuỗi bất bại của Hager trong những trận đấu 1 chọi 1 kết thúc vào ngày 3 tháng 2 khi anh ấy thua Finlay trong 1 trận đấu không tranh đai. Sau khi bảo vệ thành công đai vô địch trước Hardy tại Royal Rumble và Finlay tại No Way Out. Swagger bắt đầu 1 mâu thuẫn kéo dài với người mới quay trở lại Christian, Hager để mất đai vô địch ECW vào tay Christian tại Backlash, điều này kết thúc 104 ngày giữ đai vô địch ECW của Hager. Hager nỗ lực dành lại danh hiệu vô địch trong 1 trận đấu 1 chọi 1 với Christian tại sự kiện Judgment Day và trong 1 trận đấu 3 người không luật lệ tại Extreme Rules, nhưng không thành công trong cả hai trận. Nỗ lực của Hager để dành lại đai ECW tại sự kiện The Bash trong 1 trận Scramble dành đai vô địch cũng thất bại.

Vào ngày 29 tháng 6 năm 2009, Hager được chuyển đến công ty Raw, thực hiện trận đấu mở màn trong 1 trận đấu gauntlet chóng lại nhà vô địch WWE Randy Orton, trong trận đấu đó Hager cố tình rời khỏi sàn đấu và bị loại khi trọng tài đếm hết số lần quy định. Điều này đã gây ấn tượng lên Randy Orton. Vào ngày 13 tháng 7, trong 1 phần của Raw, Hager chiến thắng trận đầu tiên trong công ty này bằng cách đánh bại Montel Vontavious Porter (MVP). Hager sau đó mâu thuẫn với MVP trong nhiều tuần, chuyện kết thúc tại SummerSlam với chiesn thắng thuộc về MVP. Sau khi mâu thuẫn với MVP kết thúc, Swagger cố gắng theo đuổi danh hiệu Vô địch nước Mĩ(WWE United States Championship). Swagger có trận đấu 1 chọi 1 đầu tiên cho danh hiệu vô địch vào ngày 21 tháng 11, chống lại Kofi Kingston, nhưng để thua bởi Luật đếm rời sàn đấu(countout) sau khi cướp đai vô địch và bỏ chạy với nó, mặc dù vậy Kingston sau đó lấy lại đai khi Swagger đang ẩu đả với The Miz. Swagger thất bại trong 1 trận tranh đai vô địch khác tại sự kiện trả tiền(pay-per-view) Hell in a Cell trong 1 trận đấu 3 người(Triple Threat match) chống lại Kingston và The Miz. Vào ngày 31 tháng 1 tại sự kiện Royal Rumble, Swagger là đấu thủ thứ 26 xuất hiện trong 1 trận Royal Rumble, nhưng sau đó bị loại bởi Kofi Kingston.

#### Vô Địch Hạng Nặng Thế giới (Năm 2010)
Vào ngày 1 tháng 3 năm 2010, trong 1 chương trình của Raw, Swagger đánh bại Santino Marella để có đủ tiêu chuẩn cho 1 trận đấu thang Money in the bank(Money in the Bank ladder match) tại WrestleMania XXVI, Swagger giành chiến thắng tại trận đấu và có được bản hợp đồng cho bất kì trận tranh đai vô địch nào(WWE world championship) trong 1 năm sau đó. Trong 1 chương trình Raw ngay sau WrestleMania, Hagger muốn đổi Bản hợp đồng với một trận tranh đai WWE Champion, chống lại John Cena, nhưng thay đổi quyết định khi Swagger nhận thấy Cena không mất khả năng tự vệ đủ để đánh bại một cách dễ dàng. Vì trận đấu không diễn ra, Swagger giữ lại bản hợp đồng để sử dụng trong tương lai.

Swagger đổi bản hợp đồng trong suốt chương trình Smackdown được thu hình vào ngày 30 tháng 8 năm 2010, sau khi nhà vô địch hạng nặng thế giới Chris Jericho đã bị húc ngã(spear) bởi Edge. Swagger đánh bại Jericho để lần đầu tiên trở thành nhà vô địch hạng nặng thế giới(World Heavyweight Championship). Tiếp sau chiến thắng đó, Swagger bắt đầu xây dựng hình tượng cá nhân nghiêm túc hơn: Swagger được biết đến trước đây với việc thực hiện đông tác hít đất và động tác đập ngực khi Swagger tiến ra võ đài. Swagger thành công trong việc bảo vệ đai vô địch trước Edge và Jericho trong 1 trận đấu 3 người vào ngày 16 tháng 4 trong 1 chương trình của SmackDown, và cũng thành công khi chống lại Randy Orton trong 1 trận Extreme Rules tại sự kiện Extreme Rules xem-trả-tiền(pay-per-view). Tại sự kiện Over the Limit, Swagger giữ danh hiệu khi chống lại The Big Show bằng việc tự vi phạm luật có chủ ý. Tại sự kiện xem-trả-tiền(pay per view) Fatal 4-Way vào ngày 20 tháng 6, Swagger mất chức vô địch vào tay Rey Mysterio trong 1 trận fatal four-way, trận đấu bao gồm CM Punk và Big Show. Tiếp sau sự kiện Fatal 4-Way, Swagger bắt đầu tấn công Mysterio trong sự hướng tới trận tái đấu tại sự kiện xem-trả-tiền(pay-per-view) trong tháng 7, tuy nhiên, Swagger thất bại trong việc giành lại chức vô địch..

#### Các nhóm khác nhau và chức vô địch Mỹ(United States Champion) năm 2010–2012

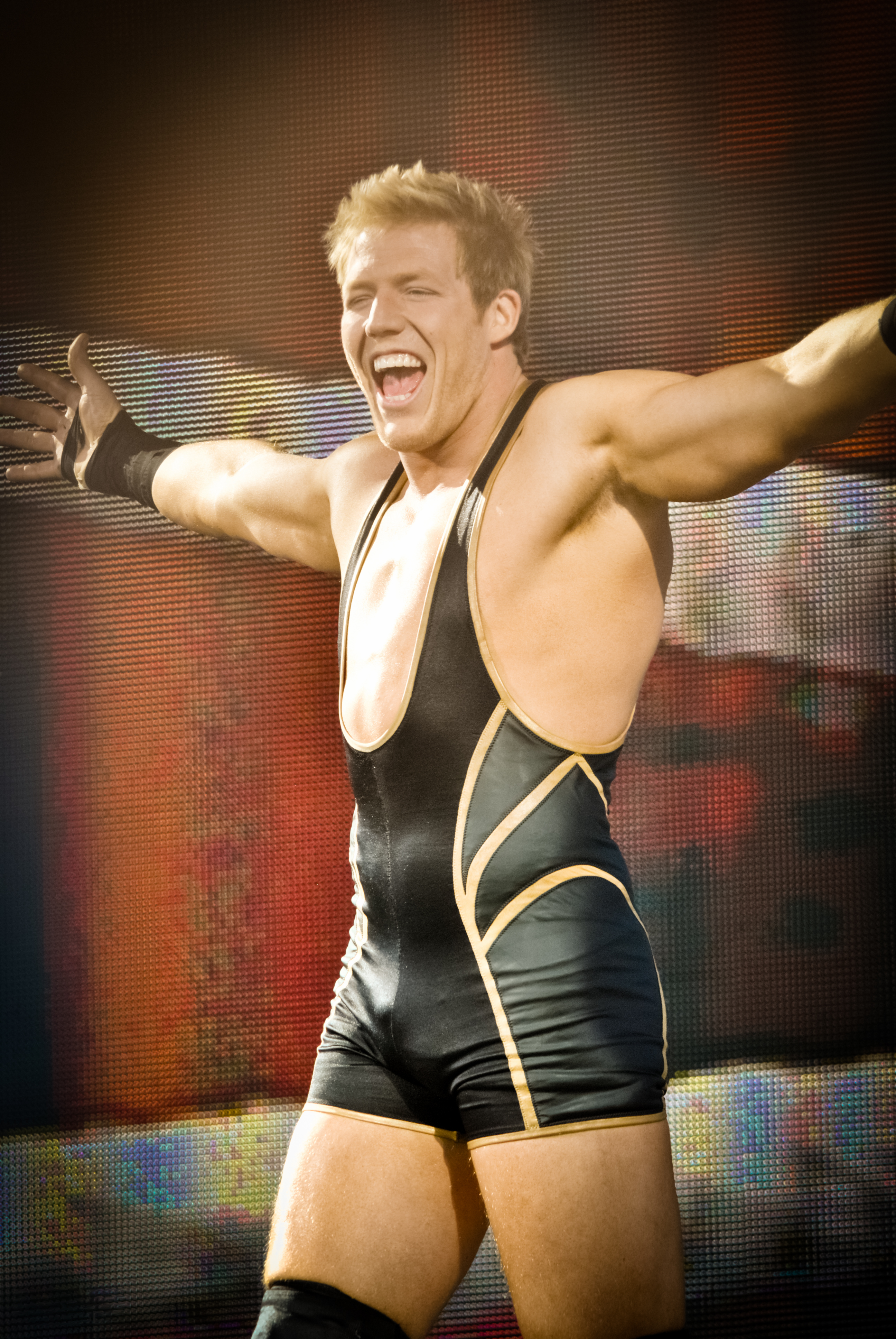
Swagger tại sự kiện Tribute toTroooroTrooops vào tháng 12 năm 2010

Cuối năm 2010, Swagger bắt đầu được xuất hiện với nhóm may mắn(mascot) trên võ đài. Nhóm này là Swagger Soaring Eagle và Chavo Guerrero xây dựng hình tượng của nhóm này. Tại sự kiện TLC: Bàn(Tables), Thang(Ladders) và Ghế (Chairs), Swagger thi đấu 1 trận đấu thang 3 người(a triple threat ladder match) cho chức vô địch quốc tế(Intercontinental Championship) chống lại Kofi Kingston và nhà vô địch Dolph Ziggler. Ziggler giữ được đai trong trận đấu này. Vào ngày 28 tháng 2, trong chương trình Raw, Swagger được tuyên bố như người huấn luyện của Michael Cole cho trận đấu của Cole với Jerry Lawler tại sự kiện WrestleMania XXVII. Vào ngày 28 tháng 3, trong 1 chương trình của Raw, Swagger đối mặt với Lawler trong 1 trận đấu 1 chọi 1. Trong trận đấu này, Swagger chiến thắng nhờ Luật phạm quy khi Lawler tấn công Swagger với một cái ghế sắt. Tại sự kiện WrestleMania, Swagger nhận 1 đòn "Stone Cold Stunner" từ giám khảo khách mời(guest referee), Stone Cold Steve Austin, khi Swagger cố gắng kéo Cole ra khỏi trận đấu. Cole chiến thắng trận đấu thông qua luật phạm quy. Vào ngày 26 tháng 4, Swagger được chọn để gửi đến Raw như 1 phần của việc chuyển đổi trong WWE(2011 supplemental draft). Vào ngày 1 tháng 5 tại sự kiện Extreme Rules, Swagger kết hợp với Cole để đánh bại Jerry Lawler và Jim Ross trong 1 trận đấu bật đèn(a Country Whipping match). Swagger ngưng kết hợp với Cole vào ngày 16 tháng 5 trong 1 phần của Raw sau khi Cole xúc phạm Swagger.
Vào ngày 23 tháng 5, Swagger mâu thuẫn với Evan Bourne, với cả những vận động viên có nhiều thắng lợi tại Raw. Tại sự kiện Capitol Punishment, Bourne đánh bại Swagger để kết thúc mâu thuẫn. Swagger nỗ lực thi đấu tại trận đấu thang Money in the Bank(Money in the Bank ladder match) thứ 2 tại sự kiện xem-trả-tiền(pay-per-view), tuy nhiên, anh ấy không thành công khi Alberto Del Rio giành chiến thắng cho trận đấu.

Vào ngày 15 tháng 8, trong 1 phần của Raw, sau khi chiến thắng Alex Riley, Swagger đề nghị với Vickie Guerrero rằng cô ấy nên quản lý nhiều khách hàng, theo phong cách của những nhà quản lý như Bobby Heenan và Freddie Blassie. Tuần tiếp theo đó, Swaggger có 1 trận đấu "kiểm tra tiềm năng", nhưng Swagger mất tập trung khi Guerrero tranh cãi với Dolph Ziggler bên ngoài sàn đấu, và Swagger để thua trận đó. Swagger và Ziggler tiếp tục chiến đấu vì Guerrero trong những tuần sau đó, điều này đã dẫn đến trận tranh chiếc đai vô địch của Ziggler tại sự kiện Night of Champions, bao gồm sự xuất hiện của Riley và John Morrison. Tại sự kiện xem-trả-tiền(pay-per-view) Swagger đã không thành công và Ziggler giữ được đai. Vào ngày 19 tháng 9, trong 1 phần của Raw, Guerrero đồng ý làm quản lý cho Swagger. Vì vậy, Swagger và Ziggler bắt đầu thực hiện một bản hiệp ước, theo đó Swagger sẽ giúp Ziggler giữ đai vô địch. Tại cả hai sự kiện xem-trả-tiền(pay-per-view) Hell in a Cell và Vengeance, Swagger and Ziggler thất bại khi thi đấu với Air Boom (Evan Bourne và Kofi Kingston) cho danh hiệu vô địch đồng đội(Tag Team Championship).

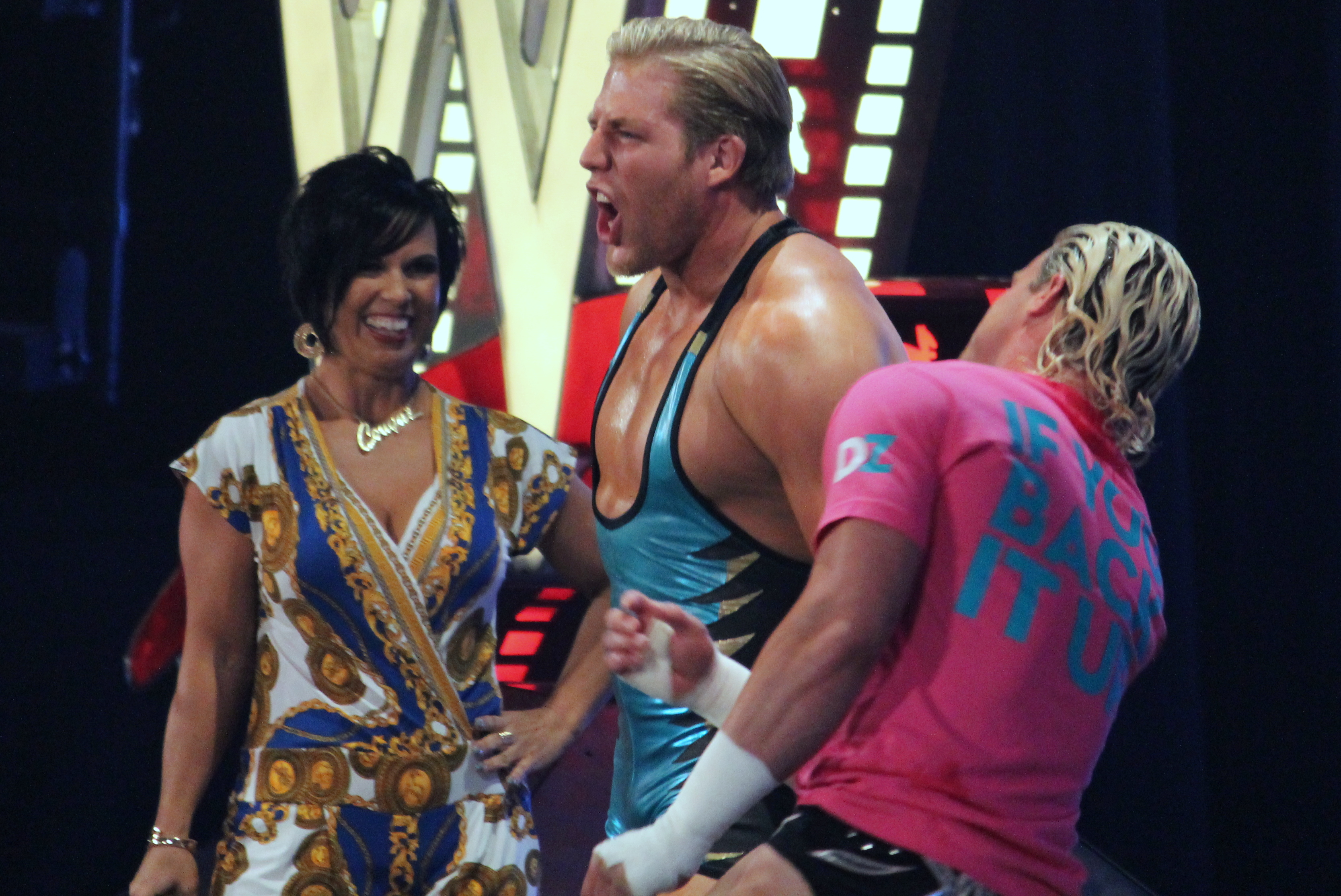
Swagger và Dolph Ziggler(phải) được quản lý bởi Vickie Guerrero vào tháng 5 năm 2012

Vào ngày 16 tháng 1 năm 2012, trong 1 phần của Raw, Jack Swagger lần đầu tiên giành được đai vô địch Mỹ(United States Championship) khi đánh bại Jack Ryder. Tại sự kiện Elimination Chamber, Swagger lần đầu tiên bảo vệ danh hiệu khi thi đấu với Justin Gabriel. Vào ngày 27 tháng 2, trong 1 phần của Raw, Swagger và Ziggler không thành công khi muốn lấy chiếc đai vô địch đồng đội từ Primo và Epico trong 1 trận đấu 3 đội(Triple Threat tag team match), trận đấu bao gồm Kofi Kingston và R-Truth. Vào ngày 5 tháng 3, trong 1 phần của Raw, Swagger mất chiếc đai vô địch Mỹ khi để thua Santino Marella. Trong 1 phần Smackdown sau đó, Swagger thất bại trong 1 trận đấu lồng thép(steel cage match) để giành lại chiếc đai đó sau khi Marella thoát ra từ cửa lồng. Vào ngày 19 tháng 3, trong 1 phần của Raw, Swagger được tuyên bố là 1 thành viên của team Johnny tại Wrestlemania XXVIII. Vào ngày 2 tháng 4, trong 1 phần của Raw, Swagger và Ziggler thất bại khi muốn giành chiếc đai vô địch Mỹ từ Marella trong 1 trận đấu 3 người(triple threat match). Vào tháng 5, Swagger và Ziggler tiếp tục thất bại khi giành chiếc đai vô địch đồng đội từ tay Kofi Kingston và R-Truth, đầu tiên tại sự kiện Over the Limit và lần thứ 2 vào ngày 28 tháng 5 trong 1 phần của Raw. Vào ngày 11 tháng 6, trong 1 phần của Raw, Swagger và Ziggler thi đấu trong 1 trận đấu 4 người(fatal four way elimination match) để trở thành ứng cử viên số 1 cho trận tranh đai vô địch hang nặng(World Heavyweight Championship). Tuy nhiên, Swagger bị Ziggler đè và thất bại. Những tuần sau đó, Guerrero sắp xếp 1 trận đấu giữa Swagger và Ziggler vì Guerro đã mệt mỏi sau tất cả những cãi vã của Swagger và Ziggler. Ziggler chiến thắng trận đấu đó, vì vậy kết thúc tình đồng đội giũa 2 bên..
Vào ngày 25 tháng 6, trong 1 phần của Raw, Swagger một lần nữa không thành công khi thách thức Santino Marella cho chiếc đai vô địch Mỹ. Theo sau thất bại đó, Swagger tiếp tục chuỗi thua liên tiếp trong 3 tháng khi thi đấu với Tyson Kidd, Sheamus, Brodus Clay, và Ryback. Sau khi thất bại 1 lần nữa trước Sheamus vào ngày 3 tháng 9, trong 1 phần của Raw, Swagger nói với giám đốc của Raw AJ Lee rằng Swagger sẽ thực hiện "1 đợt nghỉ phép"..

#### The Real Americans(2013-2014)

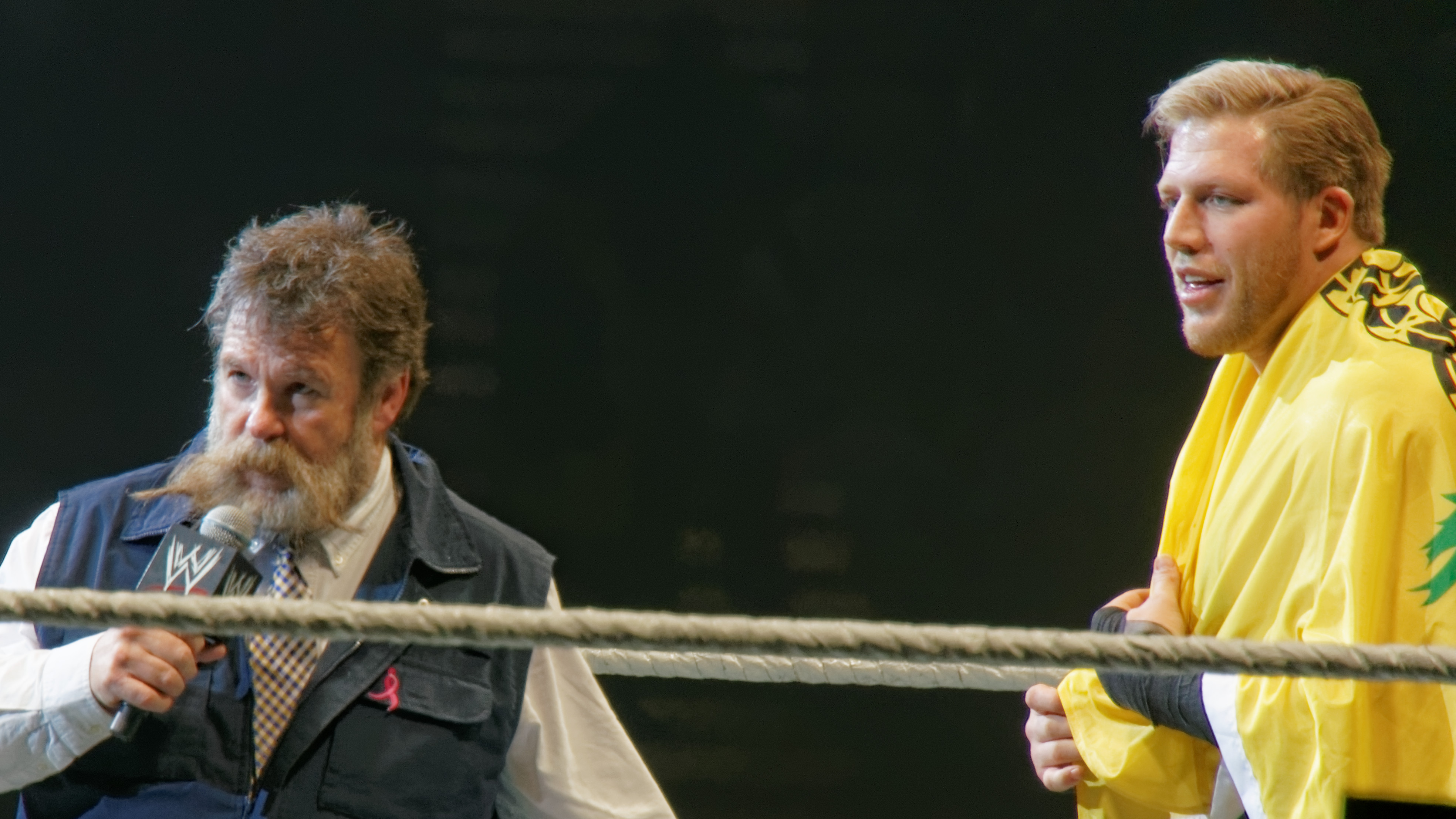
Sau khi trở về trong 2013 và Swagger dùng hìn tượng người Mỹ đích thực với Zeb Colter như là người quản lý.

Vào ngày 1 tháng 2 năm 2013, trong 1 phần của Smackdown, Swagger quay trở lại và yêu cầu giám đốc điều hành Booker T cho Swagger thi đấu 1 trận Elimination Chamber tại sự kiện Elimination Chamber. Sau đêm đó, Swagger mở đầu sự trở lại của mình với chiến thắng trước Kofi Kingston. Vào ngày 11 tháng 2, trong 1 phần của Raw, Swagger giới thiệu người quản lý mới của mình, Zeb Colter, người tự tuyên bố bản thân là 1 người anh hùng Mỹ vĩ đại về việc chống đối quyền nhập cư một cách mạnh mẽ. Tính cách của Swagger chịu ảnh hưởng của Colter và Swagger thể hiện những đặc điểm tương tự. Cũng trong chương trình đó, Swagger đánh bại Zack Ryder để giành quyền thi đấu trận Elimination Chamber, trận đấu này sẽ quyết định ứng cử viên số 1 cho chức vô địch hạng nặng(World Heavyweight Championship). Swagger có được chiếc đai này sau khi đánh bại Orton.
Vào ngày 19 tháng 2, Fox News và các nhà bình luận cánh hữu(right-wing) khác bao gồm cả Glenn Beck tuyên bố rằng những nhân vật Jack Swagger và Colter là 1 sự nhạo báng hoạt động của tổ chức chính trị(Tea Party), điều này nghĩa là họ đang biến hình tượng của tổ chức đó(Tea Party) trỏ thành ác quỷ. WWE đáp trả sự chỉ trích đó bằng tuyên bố là Swagger và Colter đang kết hợp "các sự kiện hiện tại vào câu chuyện của họ" để "tạo ra nội dung hấp dẫn và liên quan đến sự kiện hiện tại", và rằng "câu chuyện này không thể hiện quan điêm chính trị của WWE". WWE sau đó giao nhiệm vụ cho Swagger và Colter rằng họ phải phá vỡ hình tượng này trong 1 đoạn video và mời Break xuất hiện trên Raw để giải thích rằng câu chuyện được thiết kế để tạo ra hiệu ứng đám đông cho nhân vật chính, Alberto Del Rio, và nhân vật phản diện, Swagger và Colter, trong khi duy trì một đánh giá thấp(PG rating), không như những kịch bản được đánh giá cao khi nó sử dụng yếu tố sát nhân và tình dục. Beck từ chối lời mời. Vào ngày 18 tháng 3, trong 1 phần của Raw, Swagger làm gãy khuỷu tay của người giới thiệu cho Del Rio, Ricardo Rodriguez sau khi Rodriguez cố gắng cứu Del Rio từ những đợt tấn công bạo lực của Swagger.
Vào ngày 7 tháng 4, tại sự kiệnWrestleMania 29, Swagger không thành công khi thách thức chiếc đai vô địch hạng nặng của Alberto Del Rio. Đêm tiếp theo, trong sự kiện của Raw, Swagger và Zeb Colter bị Alberto Del Rio đánh bại trong 1 trận đấu lợi thế hơn người(Two-on-one handicap match) sau khi Alberto Del Rio buộc Swagger xin thua với đòn khóa tay(Cross Armbreaker). Ngay sau đó, Dolph Ziggler đổi bản hợp đồng(Money in the Bank briefcase) cho 1 trận đấu với Del Rio để trở thành nhà tân vô địch hạng nặng(the new World Heavyweight Champion). Swagger sau đó có mâu thuẫn với cả Del Rio và Ziggler cho chiếc đai vô địch hạng nặng(World Heavyweight Championship). Vài tuần sau, Swagger đánh bại Ziggler trong 1 trận đấu không tranh đai và ngay sau đó bị tấn công bởi Del Rio. Swagger dự kiến sẽ có trận đấu thang 3 người(three-way ladder match) với Ziggler và Del Rio cho chiếc đai vô địch hạng nặng tại sự kiện Extreme Rules. Tuy nhiên, Ziggler bị Swagger đá dẫn đến chấn thương tại 1 sự kiên thu hình của SmackDown. Vì điều đó, trận đấu của họ bị hủy bỏ. Swagger sau đó phải thi đấu 1 trận I Quit match tại sự kiện xem-trả-tiền(pay-per-view) vào ngày 19 tháng 5 với Del Rio cho vị trí ứng cử viên số 1 vì Ziggler dính chấn thương. Trong trận đấu này, Del Rio chiến thắng. Trong tháng 6, Swagger đã xin nghỉ phép để trải qua một ca phẫu thuật ở tay, vết thương này khiến anh phải nghỉ thi đấu trong những ngày còn lại của tháng..

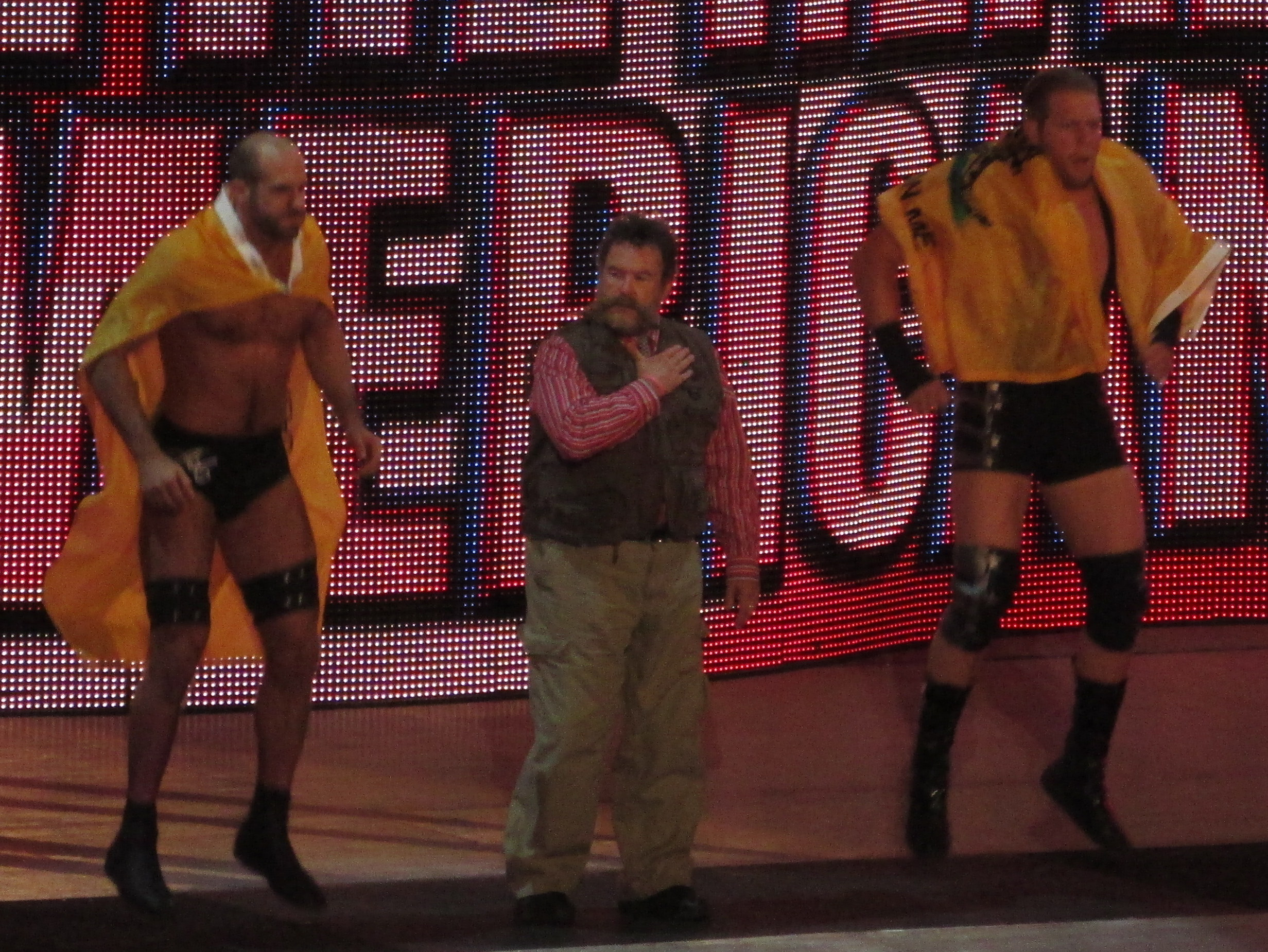
Swager với Colter và Cesaro như Người Mỹ đích thực

Swagger quay trở lại vào ngày 1 tháng 7 trong một chương trình của Raw, xuất hiện cùng với khách hàng mới của Zeb Colter, Antonio Cesaro, để thi đấu với Cody Rhodes. Tại sự kiện xem-trả-tiền(pay-per-view), Swagger và Cesaro thi đấu tranh chiếc đai vô địch hạng nặng trong trận đấu thang(World Heavyweight Championship Money in the Bank ladder match) nhưng cả hai đều thất bại khi Damien Sandow giành chiến thắng. Đêm sau đó, trong 1 phàn của Raw, Swagger và Cesaro, hiên tại được giới thiệu như đội những người Mỹ chân chính(The Real Americans), lần đầu tiên bắt cặp với nhau nhưng bị đánh bại bởi The Usos. Trong suốt chương trình Night of Champions, The Real Americans thi đấu để giành vị trí ứng cử viên số một cho trận tranh đai vô địch đồng đội(WWE Tag Team Championship). Trong trận này, The Real Americans là đội cuối cùng bị đội The Prime Time Players (Darren Young và Titus O'Neil) loại khỏi trận đấu. Đồng thời, the Real Americans bắt đầu một mâu thuẫn với người vừa mới trở lại, Santino Marella, sau khi Santino Marella đánh bại cả hai trong một trận đấu một chọi một. Vào ngày 6 tháng 10, trong sự kiện Battleground, the Real Americans đánh bại Marella và The Great Khali trong 1 trận đấu đồng đội. The Real American tiếp tục có mâu thuẫn với đội Los Matadores, kết thúc trong 1 trận đấu đồng đội vào ngày 27 tháng 10 trong sự kiện Hell in a Cell, Los Matadores giành chiến thắng trong trận này. Đêm tiếp theo, trong sự kiện Raw, The Real Americans đánh bại nhà vô địch đồng đội(WWE Tag Team Champions) Cody Rhodes và Goldust in trong một trận đấu không tranh đai. Tại sự kiện Survivor Series, Swagger bắt cặp với Cesaro, Roman Reigns, Dean Ambrose và Seth Rollins trong 1 trận đấu đội 5 người và giành được chiến thắng trước Rey Mysterio, Cody Rhodes, Goldust và đội The Usos. Tại sự kiện TLC, The Real Americans cũng một lần nữa thách thức chiếc đai vô địch đồng đội(the WWE Tag Team Championship) nhưng thất bại trong 1 trận đấu 4 người(fatal four way match) bao gồm RybAxel và đội của BigShow và Rey Mysterio. Swagger thi đấu trong trận Royal Rumble Math 2014 và xuất hiện ở vị trí thứ 7 nhưng Swagger bị loại bởi Kevin Nash. Trong chương trình Smackdown vào ngày 14 tháng 2, Swagger trở thành ứng cử viên số một cho danh hiệu vô địch liên lục địa(Intercontinental Championship) sau khi thắng trong trận Fatal 4-Way, đánh bại Kofi Kingston, Rey Mysterio và Mark Henry. Tuy nhiên, khi Swagger bước vào trận Elimination Chamber, nơi mà anh đối đầu với nhà vô địch Liên Lục Địa, Big E, Swagger thất bại.
Trong suốt WrestleMania XXX, nhóm the Real Americans là nhóm sau cùng thất bại trong suốt trận fatal-four-way match để tranh chiếc đai vô địch đồng đội. Swagger đổ tội cho Cesaro trong trận thua và thực hiện đòn khóa Patriot Lock. Sau đó, Colter yêu cầu cả hai bắt tay nhau. Cesaro không chịu giảng hòa và thực hiện 1 đòn Cesaro Swing trên Swagger. Sau đó, trong 1 sự kiện xem-trả-tiền, Cesaro bất ngờ xuất hiện trong trận Battle Royal tưởng niệm André the Giant(André the Giant Memorial Battle Royal). Trong trận đấu này, Cesaro dùng đòn vật qua thân, một đòn giống với đòn vật của Hulk Hogan, để hất Big Show ra khỏi võ đài và giành chiến thắng chung cuộc. Swagger trả đũa Cesaro trong 1 chương trình Raw sau đó và phá hủy chiếc cúp của Cesaro, vì vậy The Real Americans chính thức tan rã.

#### Những mâu thuẫn khác(2014-đến nay)
Sau khi nhóm tan rã, Swagger có mâu thuẫn với Cesaro, với Rob Van Dam, dẫn đến trận đấu triple threat elimination tại sự kiện Extreme Rules. Cesaro dành chiến thắng trong trận đấu này. Vào ngày 5 tháng 5, trong 1 phần của Raw, Swagger và Zeb Colter bắt đầu phàn nàn về những siêu sao nước ngoài của WWE trước khi Adam Rose cắt ngang để thực hiện màn chào sân của mình. Trong tháng tiếp theo, Swagger thất bại trong trận đấu của mình vì Rose làm anh mất tập trung khi xuất hiện ở võ đài với nhóm "Rosebuds". Điều này dẫn đến trân đấu giữa Rose và Swagger vào ngày 2 tháng 6 trong một chương trình của Raw, và Swagger dành chiến thắng trong trận đấu này. Tại sự kiện xem-trả-tiền Money in the Bank, Swagger thi đấu trong trận đấu thang(Money in the Bank ladder match). Trong trận đấu này, Seth Rollins giành thắng lợi.
Vào ngày 30 tháng 6, trong 1 chương trình của Raw, Swagger lần đầu tiên chuyển thành nhân vật chính diện(face) tại WWE, sau khi Swagger và Colter có sự tranh cãi với Rusev và Lana về sự thiếu tôn trọng của họ với nước Mỹ. Điều này dẫn đến một số trận đấu giữa Swagger và Rusev. Và Swagger bị Rusev đánh bại tại cả hai sự kiện Battleground và SummerSlam. Vào ngày 1 tháng 12, trong 1 phần của Raw, Swagger tìm thấy Colter với những vết thương trên cơ thể, và sau đó Rusev đã thừa nhận chính mình thực hiện cuộc tấn công. Tại sự kiện TLC(Tables, Ladders and Chairs), Swagger thách đấu Rusev cho chức vô địch nước Mỹ(WWE United States Championship), Swagger đã cố gắng nhưng thất bại, và từ đó kết thúc mâu thuẫn giữa 2 người.
 Đầu năm 2015, Swagger dành hầu hết thời gian để thi đấu cho 2 sự kiện Main Event và Superstars. Vào ngày 25 tháng 1, tại sự kiện Royal Rumble, Swagger thi đấu trong 1 trận Royal Rumble và bị Big Show loại. Tại sự kiệnWrestleMania 31, Swagger tham gia trong trận Battle Royal, tại sự kiện tưởng niệm thường niên lần thứ 2 André the Giant, và tiếp tục thất bại. Sau đó, Swagger xuất hiện trong sự kiện Main Event và Superstars và đánh bại những siêu sao đồng hạng như Stardust, The Miz, Adam Rose và Heath Slater. Sau khi bị công ty hạn chế thi đấu tại sự kiện Main Event và Superstars trong suốt năm 2015, vào ngày 2 tháng 11 trong 1 sự kiện của Raw, Swagger tình cờ gặp lại Zeb Colter, nhưng bị sự xuất hiện của Alberto Del Rio cắt ngang. Điều này gây ra một mâu thuẫn giữa cả hai. Điều này dẫn đến một trận đấu tại sự kiện TLC với sự thách thức của Swagger đối với Del Rio cho danh hiệu vô địch nước Mĩ(WWE United States Championship) trong 1 trận đấu ghế(Chairs match), và Del Rio giành chiến thắng. Tại sự kiện Tribute to the Troops năm 2015, Swagger đánh bại Rusev bởi đòn khóa trong 1 trận "Boot Camp".
Vào ngày 24 tháng 1 năm 2016, tại sự kiện Royal Rumble, Swagger bắt cặp với Henry và chiến thắng trong trận đấu với đội của Darren Young và Damien Sandow, đội The Dudley Boyz và đội The Ascension. Vì chiến thắng đó, Swagger có quyền tham gia trận Royal Rumble ở vị trí 24 và bị Lesnar loại chỉ trong vòng 29 giây. Tại sự kiện Roadblock, Swagger bị Chris Jericho đánh bại. Tại sự kiện WrestleMania 32, Swagger tham dự trận đấu tưởng niệm Andre The Giant(Andre The Giant Memorial Battle Royal). Baron Corbin giành chiến thắng trong trận đấu này. Vào ngày 6 tháng 6, trong 1 sự kiện Raw, Swagger đối đầu liên tục với Rusev trong một thời gian dài tại que nhà của Swagger, Oklahoma. Swagger thất bại bởi Luật rời sàn đấu(count-out) sau khi bị đẩy vào Titus O'Neil, người đang ngồi ở bàn bình luận, tại lượt đếm thứ 9. Sau trận đấu, Swagger tấn công Rusev trước khi hướng đến đám đông với khẩu hiệu "We the People". Vào ngày 4 tháng 7 trong 1 phần của Raw, Swagger góp mắt trong sự kiện chính khi Swagger tham gia với đội "Team USA", gồm Swagger, Big Show, Kane, Apollo Crews, Mark Henry, Zack Ryder và The Dudley Boyz (Bubba Ray Dudley và D-Von Dudley) trong 1 trận đấu loại 16 người, và đã giành chiến thắng trước đội "The Multinational Alliance", gồm Kevin Owens, Chris Jericho, Sami Zayn, Cesaro, Sheamus, Alberto Del Rio và The Lucha Dragons (Kalisto và Sin Cara). Vào ngày 19 tháng 7, tại sự kiện WWE Draft 2016, Swagger được chuyển tới Raw.

## Cuộc sống cá nhân
Hager kết hôn với Catalina White trong tháng 12 năm 2010. Cả hai có đứa con trai đầu lòng vào ngày 17 tháng 10 năm 2011. Vào ngày 18 tháng 5 năm 2015, Cả hai có đứa con thứ 2, con gái Presley Pearl.
Này 19 tháng 2 năm 2013, Hager bị cảnh sát bắt tại Gulfport, Mississippi sau một chương trình thu hình của SmackDown. Hager đóng tiền phạt cho hành vi lái xe khi có rượu. Hager được thả sau khi bị giam và phải chịu xét xử của tòa án vào ngày 12 tháng 3 năm 2013. Sau đó, Hagger tiếp tục được triệu tập đến tòa vào ngày 25 tháng 6 năm 2013 tại Mississippi. Tiền phạt về việc sử dung cần sa bị tòa bãi bỏ sau khi Hagger đóng 500$ tiền phạt, và sáu tháng cải tạo cũng như 2 ngày tù cũng được bãi bỏ.

## Trong đấu vật
- Đòn kết thúc

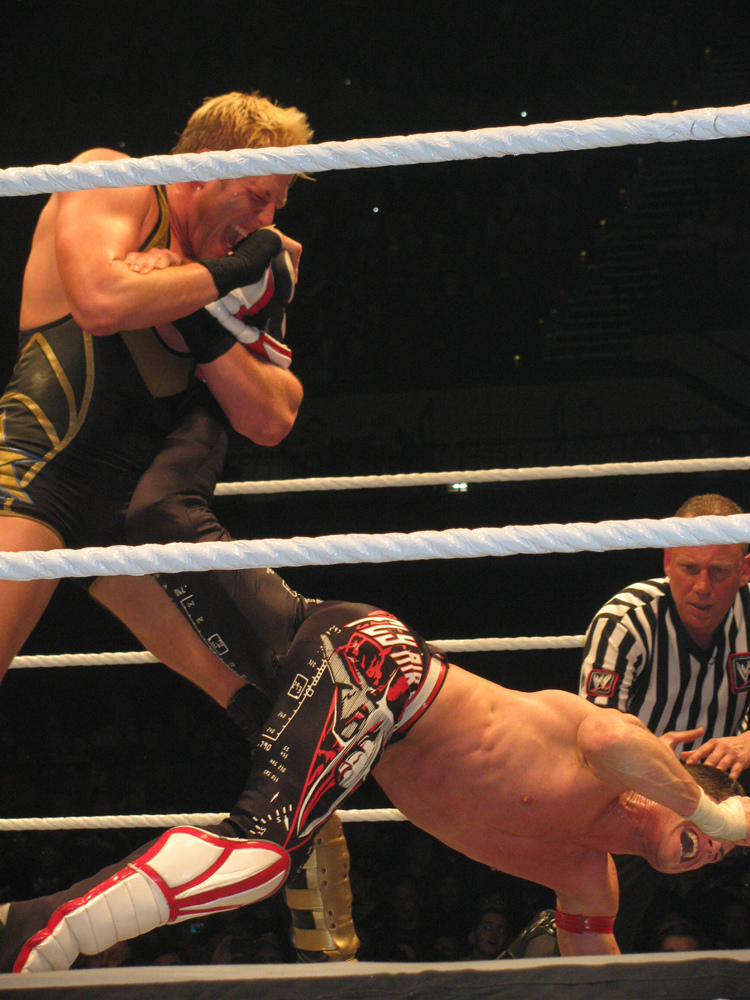
Swagger sử dụng một đòn khóa cổ chân với Evan Bourne.

  - Gutwrench falling powerbomb[30] – 2008–2013; used rarely thereafter
  - Patriot Lock[5][31] (Ankle lock)[32][33] – 2010–nay
  - Red, White and Blue Thunder Bomb[34] (Spin-out sit out powerbomb)[35] – early 2008
  - Swagger Bomb[36] (Running corner slingshot splash)[37][38] – used mostly as signature
- Đòn vật
  - Abdominal stretch[39][40]
  - Double chickenwing[41]
  - Biel throw[42]
  - Big boot[43][44]
  - Chop block[45]
  - Double leg takedown[44][46]
  - Football tackle to the opponent's knees[47]
  - Leg drop[48]
  - Multiple suplex variations
    - German[37][49]
    - Gutwrench[50][51]
    - Northern Lights[52][53]
    - Side belly to belly,[54][55] sometimes from the second rope[56]
    - Vertical[37][57]
    - Wheelbarrow[58][59]

  - Oklahoma Stampede[37][60]
  - Running knee lift to a cornered opponent[61][62]
  - Shoulderbreaker[52][63]
- Người quản lý
  - The Swagger Soaring Eagle[64]
  - Vickie Guerrero[65]
  - Zeb Colter[66]
- Biệt hiệu
  - "The All-American American"[67]
  - "Mr. Money in the Bank"[5]
  - "A Real American"[66]
- Nhạc ra sân
  - "Get Down on Your Knees" by Age Against the Machine[68][69] (ngày 4 tháng 11 năm 2008 – ngày 15 tháng 2 năm 2013)
  - "Patriot" by CFO$[70] (ngày 17 tháng 2 năm 2013–nay)

## Chức vô địchvà thành tựu

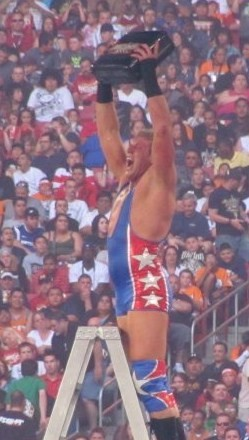
Sưagger sau khi thắng Sự kiện Money in the Bank tại WrestleMania XXVI.

### Vật nghiệp dư
- Quốc gia Collegiate Hiệp Hội Thể thao
  - Lập kỉ lục cho số lần đếm đè nhiều nhất ở hạng cân nặng(129 kg) tại trường Đại học Oklahoma (30)[71]

### Vật chuyên nghiệp
- Florida Vô Địch Vật
  - FCW Florida vô địch hạng nặng (một thời gian, khai mạc)[13]
  - FCW Nam vô địch hạng nặng (một thời gian, cuối cùng)[72]
  - FCW Florida vô địch hạng nặng khai mạc cuộc Chiến Royale
- Dân Chuyên nghiệp Thi Đấu Vật Nhiều Hình Ảnh Hơn
  - PWI được xếp hạng hắn #18 của top 500 $ wrestlers trong PWI 500 trong 2009[73]
- Thế giới Vật giải trí/WWE
  - ECW vô địch (một thời gian)[74]
  - Vô địch thế giới hạng nặng, (một thời gian)[75][76]
  - WWE Mỹ vô địch (một thời gian)[77]
  - Số tiền trong Ngân hàng (năm 2010)[78]
  - Bragging Rights Trophy (năm 2010) – như là một thành viên của Đội SmackDown (with Big Show, Rey Mysterio, Alberto Del Rio, Edge, Tyler Reks, and Kofi Kingston)